# جمال عبد الله السلال
جمال عبد الله يحيى السلال سياسي يمني ولد 1 يناير 1960 في مدينة صنعاء. يشغل حاليا منصب سفير اليمن لدى كندا.

## والده
والده هو الرئيس اليمني عبد الله السلال أول رئيس للجمهورية العربية اليمنية في الفترة 1962 – 1967

## المؤهلات التعليمية
- حصلا على شهادة الثانوية العامة من مدرسة الطبري الثانوية في القاهرة، مصر 1978
- حاصل على درجة الماجستير في السياسة العامة من جامعة جونز هوبكينز، في الولايات المتحدة الأمريكية 1990
- حاصل على درجة البكالوريوس في تخصص التجارة والاقتصاد من جامعة عين شمس في القاهرة، مصر 1982م

## المناصب التي تقلدها
1. نائب المندوب الدائم للجمهورية اليمنية لدى جامعة الدول العربية 1994-1998
2. عضو دائرة الوطن العربي بوزارة الخارجية، يوليو 1998- يوليو 2000
3. مدير إدارة أمريكا الشمالية وكندا، يوليو 2000- ديسمبر 2002
4. نائب رئيس دائرة الامريكيتين بوزارة الخارجية، مدير إدارة أمريكا الشمالية وكندا، ديسمبر 2002- يونيو 2004
5. القنصل العام للجمهورية اليمنية في مدينة بومباي، الهند 2004
6. القنصل العام للجمهورية اليمنية لدى امارة دبي والإمارات الشمالية في دولة الإمارات العربية المتحدة 2005
7. سفير فوق العادة ومفوض غير مقيم للجمهورية اليمنية لدى جمهورية أذربيجان 2006-2011
8. سفير فوق العادة ومفوض للجمهورية اليمنية لدى جمهورية إيران الإسلامية 2006-2011
9. سفير فوق العادة ومفوض، المندوب الدائم للجمهورية اليمنية لدى منظمة الامم المتحدة/ نيويورك/ أبريل 2011- يونيو 2014م [2]

- وزير الخارجية للجمهورية اليمنية 11 يونيو 2014 - 7 نوفمبر 2014.[3]